# جام غول‌های کونکاکاف
جام غول‌های کونکاکاف یک رقابت بین‌المللی باشگاهی فوتبال بود که در سال ۲۰۰۱ به جای جام برندگان جام کونکاکاف برگزار شد. این مسابقات توسط کونکاکاف برای ۱۲ تیم با بالاترین حضور در لیگ‌های ملی مربوطه برگزار شد. قهرمان و نایب قهرمان مسابقات جدید جام باشگاهی کونکاکاف، که به عنوان یک تورنمنت مقدماتی برای مسابقات قهرمانی باشگاه‌های جهان عمل می‌کند، واجد شرایط خواهند بود. جام غول‌ها در نوامبر ۲۰۰۰ اعلام شد و برنامه ریزی شد تا یکی از دو تورنمنت سالانه باشگاهی اولیه برای کونکاکاف در کنار جام قهرمانان قدیمی باشد.
نیمه نهایی و فینال مسابقات در ابتدا قرار بود در اواخر آوریل در لس آنجلس برگزار شود، اما بعداً به اوایل اوت به تعویق افتاد تا تضاد با برنامه تیم‌ها برطرف شود. مبلغ جایزه برای جام غول‌ها ۵۰,۰۰۰ دلار برای برنده و ۴۰,۰۰۰ دلار برای نایب قهرمان تعیین شد. باشگاه مکزیکی آمریکا در فینال ۲–۰ مقابل دی‌سی یونایتد ایالات متحده در ورزشگاه یادبود لس آنجلس با حضور ۳,۱۲۷ تماشاگر پیروز شد. هر دو تیم به جام قهرمانان کونکاکاف ۲۰۰۲، که در اکتبر ۲۰۰۱ جایگزین جام باشگاهی شد، راه یافتند.

## مرحله اول
| ۴ مارس ۲۰۰۱ بازی رفت | ترانسوال    | ۱–۱ | آرنت گاردنز | پاراماریبو, سورینام                                          |
| 15:00                | Kijansi ۳۱' |     | Neil ۶۳'    | ورزشگاه: André Kamperveen Stadion داور: Urvin Faneijte (ANT) |

| ۱۱ مارس ۲۰۰۱ بازی برگشت | آرنت گاردنز                                              | ۵–۱ (۶–۲ گ.ح.) | ترانسوال     | کینگستون, جامائیکا                                            |
| 15:00                   | - Shedden ۱۵'، ۷۷' - Neil ۶۰' - Smith ۸۸' - Chin-Sue ۹۰' |                | Reingoud ۳۲' | ورزشگاه: Tony Spaulding Sports Complex داور: Mervin Lee (ATG) |

| ۷ مارس ۲۰۰۱ بازی رفت | آلیانسا    | ۱–۵ | ساپریسا                                                    | سان سالوادور, السالوادور                             |
| 12:00                | Larrea ۴۵' |     | - Campos ۳۳' - Fonseca ۵۸'، ۸۳' - Vieira ۶۷' - Centeno ۸۷' | ورزشگاه: Estadio Cuscatlán داور: Hugo Castillo (GUA) |

| ۹ مارس ۲۰۰۱ بازی برگشت | ساپریسا | ۰–۰ (5–1 گ.ح.) | آلیانسا | San Juan de Tibás, Costa Rica                                      |
| 20:00                  |         |                |         | ورزشگاه: Estadio Ricardo Saprissa Aymá داور: Marcio Carranza (HON) |

| ۷ مارس ۲۰۰۱ بازی رفت | آگویلا      | ۱–۳ | مونیسیپال                      | سان میگوئل, السالوادور                                             |
| 15:00                | Sampaio ۷۲' |     | - Acevedo ۱۱'، ۶۹' - Pérez ۶۴' | ورزشگاه: Estadio Juan Francisco Barraza داور: Roberto Moreno (PAN) |

| ۱۴ مارس ۲۰۰۱ بازی برگشت | مونیسیپال   | ۱–۱ (۴–۲ گ.ح.) | آگویلا       | گواتمالا سیتی, گواتمالا                                    |
| 20:00                   | Martins ۱۹' |                | Ponciano ۷۴' | ورزشگاه: Estadio Mateo Flores داور: Vivian Rodríguez (HON) |

| ۷ مارس ۲۰۰۱ بازی رفت | کامیونیکیشنس                        | ۴–۰ | موتاگوا | گواتمالاسیتی, گواتمالا                                |
| 20:00                | - Torres ۱۵'، ۳۱'، ۳۹' - Machón ۴۴' |     |         | ورزشگاه: Estadio Mateo Flores داور: Olger Mejía (CRC) |

| ۱۴ مارس ۲۰۰۱ بازی برگشت | موتاگوا      | ۱–۱ (۱–۵ گ.ح.) | کامیونیکیشنس | تگوسیگالپا, هندوراس                                                 |
| 19:30                   | Carballo ۴۲' |                | Machón ۱۵'   | ورزشگاه: Estadio Tiburcio Carías Andino داور: Neftalí Recinos (SLV) |

## یک‌چهارم نهایی
| آرنت گاردنز | ۰–۳   | دی‌سی یونایتد |
| ----------- | ----- | ------------ |
|             | گزارش |              |

| دی‌سی یونایتد | ۲–۱   | آرنت گاردنز |
| ------------ | ----- | ----------- |
|              | گزارش |             |

| کامیونیکیشنس | ۳–۱   | گوادالاخارا |
| ------------ | ----- | ----------- |
|              | گزارش |             |

| گوادالاخارا | ۱–۱   | کامیونیکیشنس |
| ----------- | ----- | ------------ |
|             | گزارش |              |

| مونیسیپال | ۰–۱   | آمریکا |
| --------- | ----- | ------ |
|           | گزارش |        |

| آمریکا | ۲–۱   | مونیسیپال |
| ------ | ----- | --------- |
|        | گزارش |           |

| ساپریسا | ۲–۰   | کلمبوس کرو |
| ------- | ----- | ---------- |
|         | گزارش |            |

| کلمبوس کرو | ۱–۱   | ساپریسا |
| ---------- | ----- | ------- |
|            | گزارش |         |

## نیمه نهایی
| دی‌سی یونایتد            | ۲–۱   | کامیونیکیشنس |
| ----------------------- | ----- | ------------ |
| - Moreno ۲۶' - Lisi ۸۸' | گزارش | García ۲۲'   |

| ساپریسا | ۱–۲   | آمریکا |
| ------- | ----- | ------ |
|         | گزارش |        |

## فینال
| آمریکا                     | ۲–۰   | دی‌سی یونایتد |
| -------------------------- | ----- | ------------ |
| - Mendoza ۵۲' - Valdez ۷۰' | گزارش |              |

## قهرمان
| قهرمان جام غول‌های کونکاکاف ۲۰۰۱ |
| ------------------------------- |
| آمریکا اولین قهرمانی            |